# Palmyra (Nebraska)
Pour les articles homonymes, voir Palmyra.
Palmyra est un village américain situé dans le comté d'Otoe, dans l’État du Nebraska. Sa population s’élevait à 545 habitants lors du recensement de 2010.

## Histoire
Palmyra a été établie en 1870. Son nom commémore l’ancienne cité de Palmyre.

## Patrimoine
- Église Saint-Léon (catholique)

## Source
- (en) Cet article est partiellement ou en totalité issu de l’article de Wikipédia en anglais intitulé « Palmyra, Nebraska » (voir la liste des auteurs).